# Natalia Cukseeva
Natalia Cukseeva est une joueuse allemande de volley-ball née le 22 janvier 1990 à Almaty (URSS). Elle mesure 1,85 m et joue au poste de réceptionneuse-attaquante. Elle totalise 15 sélections en équipe d'Allemagne.

## Clubs
| Club                  | De        | À         |
| --------------------- | --------- | --------- |
| 1. VC Norderstedt     |           | 2005-2006 |
| WiWa Hamburg          | 2006-2007 | 2006-2007 |
| NA Hamburg            | 2007-2008 | 2008-2009 |
| SV Lohhof             | 2009-2010 | 2009-2010 |
| 1. VC Wiesbaden       | 2010-2011 | 2011-2012 |
| VfB Suhl              | 2012-2013 | 2012-2013 |
| VolleyStars Thüringen | 2013-2014 | 2013-2014 |
| VT Aurubis Hamburg    | 2014-2015 | 2014-2015 |
| VC Almaty             | 2015-2016 | 2015-2016 |
| VC Kanti Schaffhausen | 2016-2017 | 2017-2018 |
| VB Franches-Montagnes | 2018-2019 | 2018-2019 |
| BTV Aarau Volleyball  | 2019-2020 | 2019-2020 |
| VC Kanti Schaffhausen | 2020-2021 | …         |

## Palmarès

### Équipe nationale
- Championnat du monde des moins de 20 ans
  - Vainqueur : 2009.

### Clubs
- Coupe d'Allemagne
  - Finaliste : 2014.